# Sápmi

Flagge von Sápmi

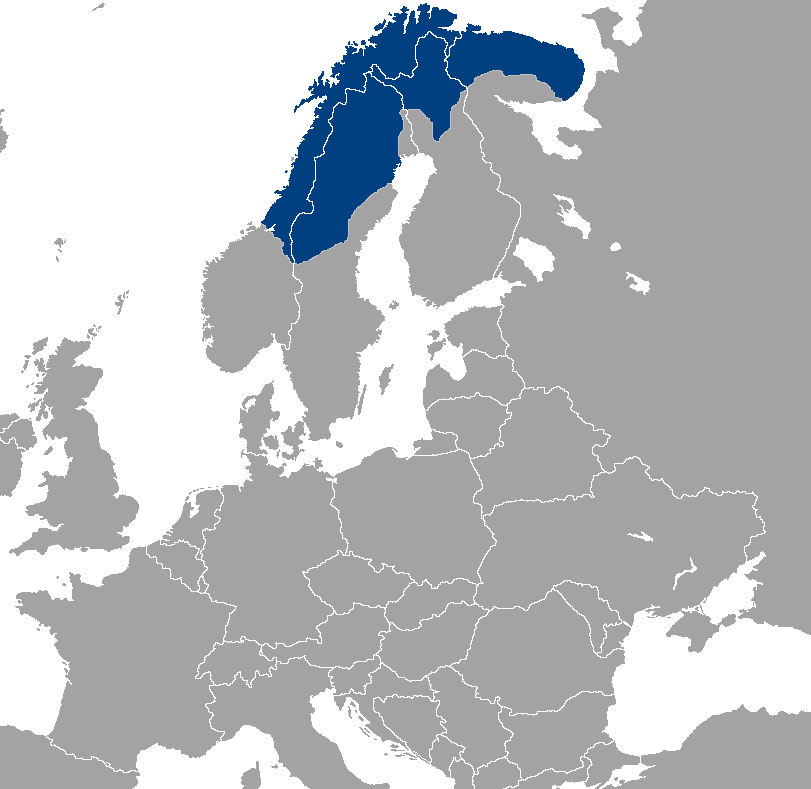
Siedlungsgebiet der Samen

Sápmi (oder Same-Ätnam) ist der samische Name für das Siedlungsgebiet beziehungsweise den Kulturraum der Samen, eines indigenen Volkes im Norden von Fennoskandinavien. Das „Land der Samen“ umfasst nach dem Selbstverständnis dieses Volkes die Landschaft Lappland nördlich des Polarkreises in Fennoskandinavien einschließlich des Großteils der Kola-Halbinsel in Russland und reicht im Süden Skandinaviens bis Engerdal im norwegischen Verwaltungsbezirk Hedmark und bis Idre in der schwedischen Provinz Dalarna. Im südlichen Teil ist die Grenze Sápmis erkennbar an den Gebieten, in denen Rentiere weiden.

## Samen in Sápmi
Die Samen oder Sámi sind ein indigenes Volk, das früher „Lappen“ genannt wurde. Sápmi hatte nie eine eigene Staatlichkeit und ist heute zwischen den vier Staaten Norwegen, Schweden, Finnland und Russland aufgeteilt. In einem erstarkenden Nationalbewusstsein der Ureinwohner ist die allgemein anerkannte samische Flagge, die 1986 entworfen wurde, heute immer häufiger zu sehen. Das Muster mit dem Kreis ist ein Sonnen- (rot) und Mondsymbol (blau). Die übrigen Farben sind die traditionellen Farben der Sami. Die Samen sind jedoch heute nur noch eine Minderheit der Bevölkerung, deren Anteil ca. 4 % ausmacht.
Die Bevölkerungsdichte Sápmis liegt bei rund 2 Einwohnern pro km², wobei die überwiegende Mehrheit der Einwohner in den Städten an den Küsten wohnt. Außerhalb der Städte liegt die Bevölkerungsdichte daher faktisch nahe 0. Zudem leiden die ländlichen Gebiete seit Jahren unter einer deutlichen Abwanderung in die Städte.

## Politische Stellung

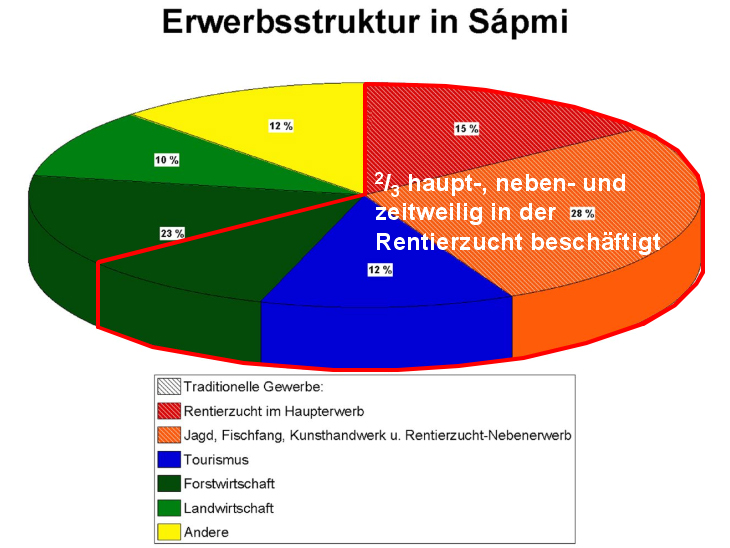
Erwerbsstruktur der Samen in Sápmi (ohne Kola-Halbinsel)

Die den Samen gemeinsamen Anliegen kommen in einem politischen Programm zum Ausdruck, das 1980 in Tromsø verabschiedet wurde. Das Programm enthält folgende Prinzipien:

„Wir Samen sind ein Volk, dessen Zusammengehörigkeit nicht durch Staatsgrenzen gespalten werden soll. Wir haben unsere eigene Geschichte, unsere Traditionen, eigene Kultur und unsere eigene Sprache. Von unseren Vorfahren haben wir das Recht auf Land und Wasser und unsere eigenen wirtschaftlichen Aktivitäten erworben. Es ist unser unveräußerliches Recht, unsere eigenen wirtschaftlichen Aktivitäten und unsere Gemeinschaften in Übereinstimmung mit unseren Lebensbedingungen zu bewahren und zu entwickeln, und wir werden gemeinsam unsere Territorien, unsere Naturreichtümer und unser nationales Erbe für kommende Generationen bewahren.“

Wie man diesem Programm entnehmen kann, streben die Samen im idealen Fall nach Autonomie.
Seit Beginn des 20. Jahrhunderts sind die Sámi politisch aktiv und bemühen sich um die Anerkennung ihrer Rechte als indigenes Volk auf nationaler und internationaler Ebene. Mittlerweile verfügt Sápmi über ein länderübergreifendes Parlament, das „Sámediggi“ in Karasjok, das allerdings nur über geringe Rechte verfügt. Zudem gibt es in jedem Land ein Sami-Parlament mit jeweils unterschiedlicher Rechtsstellung. In Norwegen verfügen die Samen über die meisten Rechte, in Russland über die geringsten. Als samische „Hauptstädte“ werden Guovdageaidnu (Kautokeino) in Norwegen, Gíron (Kiruna) in Schweden, Anár (Inari) in Finnland und Lujawwr (Луяввьр, Lowosero) in Russland betrachtet.

### Sameting
| Staat    | Parlament                                       | Sitz     | Anmerkungen |
| -------- | ----------------------------------------------- | -------- | --- |
| Finnland | Sámediggi (Saamelaiskäräjät)                    | Inari    | |
| Norwegen | Sámediggi (Sametinget)                          | Karasjok | |
| Russland | Kuelnegk Soamet Sobbar (Куелнегк Соамет Соббар) | Murmansk | wird von der russischen Regierung nicht anerkannt                                                                                     |
| Schweden | Sámediggi (Sametinget)                          | Kiruna   | Das Plenum des samischen Parlaments verfügt derzeit nicht über eigene ständige Räumlichkeiten, das Hauptbüro befindet sich in Kiruna. |

### Samenrat
Der Samenrat (nordsamisch: Sámiráđđi) ist eine unabhängige Nichtregierungsorganisation, die in kulturpolitischen und politischen Fragen, die die Samen in Finnland, Norwegen, Schweden und Russland betreffen, zusammenarbeitet. Der Rat setzt sich aus 15 Vertretern von neun Mitgliedsorganisationen zusammen, von denen fünf aus Norwegen, je vier aus Schweden und Finnland und zwei aus Russland kommen. Die samische Konferenz wählt weitere Mitglieder aus, wenn sie von den Delegationen der Organisationen vorgeschlagen werden. Zu jedem Mitglied wird ein Vertreter gewählt.

### Nordischer Rat
In Übereinstimmung mit § 13 der Geschäftsordnung des Nordischen Rates hat nur der parlamentarische Rat der Samen, der die gewählten Vertretungen der Samen (Sameting) in Finnland, Norwegen und Schweden repräsentiert, den Status eines Beobachters, und wird in der Arbeit des Rates in Bezug auf samischen Themen inkludiert.

### Arktischer Rat
Als Dachorganisationen der Ureinwohner der Arktis besitzt der Samenrat, als Vertretung der Samen Norwegens, Schwedens, Finnlands, ein garantiertes Beteiligungsrecht im Arktischen Rat als sogenannter Ständiger Teilnehmer (Permanent Participant).

## Geschichte

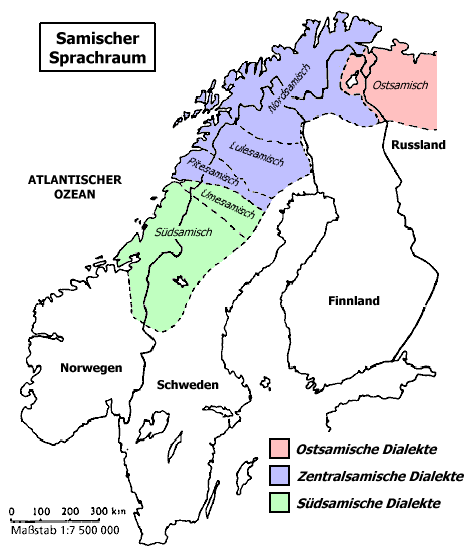
Der samische Sprachraum

In Sápmi befinden sich Spuren einer Jäger- und Fischerkultur aus der Jungsteinzeit. Ab etwa 100 v. Chr. bewohnten die Samen das Land in seiner heutigen Ausdehnung. Im 17. Jahrhundert wurden sie immer weiter von der bäuerlichen Bevölkerung Schwedens nach Norden abgedrängt. Von der Rentierjagd gingen sie allmählich zur Rentierzucht und seit der Annektierung durch die Mitteleuropäer vom Nomadenleben zur Sesshaftigkeit über.
Lappland wurde schon früh zwischen Norwegen, Schweden, Russland und später Finnland aufgeteilt. Bereits zur Wikingerzeit wurden in Nordsápmi sowohl vom norwegischen König als auch vom russischen Zaren Steuern erhoben. Während viele nichtsamische Siedlungen an den Küsten bereits aus dieser Zeit stammen, begann die Besiedlung des Inlandes durch Südskandinavier sowie eine zunehmende Unterdrückung und Ausbeutung der Samen erst Mitte des 17. Jahrhunderts mit dem Beginn der schwedischen Kolonialgeschichte.
1751 wurden analog zur Grenzfestlegung zwischen Norwegen und Schweden die Jagdrechte zwischen den Siedlern und den Samen sowie deren jederzeitiges Grenzübertrittsrecht festgeschrieben. Faktisch blieben die Samen jedoch weiterhin benachteiligt.
Erst 1826 wurde die Grenze zwischen Russland und Norwegen gezogen. Der südliche Teil Sápmis gehörte bis 1809 vollständig zu Schweden. In den folgenden Jahren war das heutige Finnland und damit Finnisch-Sápmi russisches Großherzogtum, 1917 wurde Finnland schließlich unabhängig.
Um 1870 legte Schweden die Fjällodlingsgräns („Fjällanbaugrenze“) fest, um die Rechte der samischen Rentierhirten zu schützen. Sie verlief von Nord nach Süd durch Sápmi und reservierte das Fjäll westlich der Grenze für die samische Rentierhaltung. Die Umsetzung in der Praxis scheiterte jedoch vielerorts.
- 1904 entstand die erste politische Organisation der Samen, Lapparnas Centralförbund.
- 1928 wurden die Rechte der schwedischen Rentierzüchter gesetzlich fixiert, die nicht rentierzüchtenden Samen wurden dabei jedoch nicht berücksichtigt.
- 1950 entstand der Svenska Samernas Riksförbund (SSR) in Schweden.
- 1956 entstand der Nordische Samenrat, der als länderübergreifendes Gemeinschaftsorgan für alle Samen in Finnland, Norwegen und Schweden und später auch in Russland geschaffen wurde.
- 1963 entstand die samische Jugendvertretung Sáminuorra.
- 1972 wurde in Finnland das erste samische Parlament gebildet.
- 1970–1981: Wegen des umstrittenen Alta-Staudamm-Projekts treten Sámi erstmals als Umweltschützer europaweit in Erscheinung.
- 1975: Über den „Nordischen Samischen Rat“ nahmen die Samen erstmals am World Council of Indigenous Peoples (WCIP) teil, der weltweiten Organisation zur Förderung der Gemeinschaft zwischen den Urbevölkerungen der Welt sowie des sinnvollen Wissens- und Erfahrungsaustausches zwischen den Urbevölkerungen und zur Stärkung ihrer Organisationen in den verschiedenen Mitgliedsländern.
- 1977 erkannte Schweden die Saami als indigene Bevölkerung an.
- In den 1980er Jahren wurden in Norwegen der Samische Rechtsausschuss und der Samische Kulturausschuss gegründet.
- 1989 entstand das norwegische Sameting.
- 1990: Norwegen ratifiziert als bisher einziges nordeuropäisches Land die Übereinkunft Nr. 169 der Internationalen Arbeitsorganisation der UNO, die den indigenen Völkern rechtsverbindlichen Schutz und Anspruch auf eine Vielzahl von Grundrechten garantiert. Die EU hat Schweden und Finnland ebenfalls die Ratifizierung empfohlen.
- 1991: Die russischen Kola-Saami bekommen einen Beobachterstatus im Saamirat.
- 1992: Norwegen und Finnland erkennen die samischen Sprachen als offizielle Landessprachen an.
- 1993 wurde auch in Schweden ein Parlament von den Samen gewählt, das Sametinget.
- 1999 wurden sie von Russland als indigenes Volk der Kola-Halbinsel offiziell anerkannt.
- Im Jahre 2000 wurde ein samischer Nationalfonds in Höhe von 75 Millionen norwegischen Kronen (ca. 10 Mio. Euro) eingerichtet. Er soll zur Stärkung der samischen Sprache und Kultur verwendet werden und als Entschädigung für die durch Unterdrückung verursachten Schäden und Ungerechtigkeiten dienen.
- 2002: Schweden erkennt die samischen Sprachen als zusätzliche Landessprachen an.
- 2008: Die Kola-Samen erarbeiten die Grundlagen für ein russisches Samenting oder alternativ einen samischen Repräsentantenrat.
- 2010: Auf dem 2. Kongress der russischen Sámi in Murmansk am 12. Dezember 2010 wurde die neue Kuelnegk Soamet Sobbar (Kola Sámi-Versammlung) gewählt. Es wurde auch beschlossen, dass der Kongress künftig alle vier Jahre stattfinden soll. Ziel der Versammlung ist es, das samische Volk zu vertreten und auf ein anerkanntes russisches samisches Parlament hinzuarbeiten.
- 2020: Im Januar 2020 fällte Schwedens höchstes Gericht einen Entscheid, welcher auf ein übergeordnetes Gewohnheitsrecht der indigenen Bevölkerung „aus uralter Zeit“ verwies und ihr die Verwaltung der Jagd- und Fischereirechte erlaubte.[5]